# Piscina Andrew "Boy" Charlton
Piscina Andrew "Boy" Charlton este o piscină în aer liber, încălzită, cu apă sărată, cu 8 culoare de 50 de metri pe malul Golfului Woolloomooloo în The Domain, Sydney, Australia, în apropierea Grădinii Botanice Regale. Piscina este în general închisă timp de patru luni în perioada mai rece a anului în emisfera sudică (Mai-August).
După renovări majore în 2011, a fost redeschisă pentru sezonul estival 2011-2012. Denumită înainte "The new Domain Baths", piscina a fost redenumită în 1968 în onoarea lui Andrew Murray "Boy" Charlton, înnotător Australian, câștigător a 5 medalii olimpice între 1920 și 1930.

## Primii ani
De la prima așezare europeană în Sydney au existat 11 aranjamente balneare în golful Woolloomooloo. În primii ani, plaja nisipoasă unde este acum Piscina Andrew "Boy" Charlton era rezervată exclusiv aplicațiilor militare.

## Linkuri externe
- Andrew 'Boy' Charlton Pool website
- Fitzgerald, Shirley; City of Sydney History Unit (2008). „Andrew (Boy) Charlton Pool”. Dictionary of Sydney. Dictionary of Sydney Trust. Accesat în 7 octombrie 2015. [CC-By-SA]